# FF：U 〜ファイナルファンタジー:アンリミテッド〜
『FF:U 〜ファイナルファンタジー:アンリミテッド〜』（FF:U 〜FINAL FANTASY: Unlimited〜）は、GONZO制作の日本のテレビアニメシリーズ作品。テレビ東京系列で、2001年10月2日から2002年3月26日まで放送された。

## 概要
スクウェア（現スクウェア・エニックス）のコンピュータゲーム『ファイナルファンタジーシリーズ』を原作とし、とりわけ『ファイナルファンタジーVII』をイメージの軸足としているが、ストーリーは本作品オリジナルである。
ベースコンセプトプランニングに『サガシリーズ』の生みの親である河津秋敏を迎え、タイトルにもなっている「アンリミテッド」は同氏が製作総指揮を務める『アンリミテッド:サガ』と設定を同じくする。
アニメーション制作はデジタルアニメで業界を先行していたGONZOが担当し、キャラクターはアニメ絵的な2DCG、バンクシーンや召喚獣、乗り物は緻密なポリゴンによる3DCGで描かれる。
全体的に抑えた感じの人間ドラマの構成・大まかな世界観の構築を前田が、その中でのパワフルでパンチのある芝居やアクションを米たにが中心となって分担で指揮した。
視聴者層のターゲットは特になく、いろんな人が観て楽しめるある種のファミリーアニメのようなものを狙って制作されたとのこと。
当初は1年間全52話のテレビ放送の予定だったが、スポンサーであるスクウェアの業績悪化のため25話で打ち切られた。その中でも幻の第23話「テーブル ～あなたはだあれ？～」があり、米たにヨシトモいわく「内容的には、アニメ史に残るであろうほど面白いのに、放送話数の減少が急遽決まり、この後のエピソードが繰り上がったことで欠番回になった。むむ～ザンネン。」「ちなみに内容は、テーブル世界に紛れ込んだ一行が、食器類に変わってしまい身動きできなくなるというお話。変身能力を持ったルーだけが唯一動ける当番回でした。」とのこと。幻の第23話のインスパイアされた作品は人形劇『ネコジャラ市の11人』。小説による続編も中断され、物語は未完の状態が続いている（詳細は後述）。アニメ本編は「異界の章」、続編の小説版は「外界の章」と呼ばれる。
平成13年度（第5回）文化庁メディア芸術祭アニメーション部門審査委員会推薦作品。
この作品を収録したDVD版が全9巻で発売されている。

## ストーリー
新潟県佐渡島沖に突如立ち昇った「闇の柱」。そこから巨大な黒い竜と白い龍が出現し、二頭は壮絶な戦いの末に消滅した。その時、闇の柱に巻き込まれ「異界」へと飛ばされたハヤカワ夫妻。彼らは異界を旅した後に現界へと戻り、異界物理学の第一人者となる。
「界列の日」と名付けられたその日から12年後、闇の柱は観光名所にまでなっていた。いつものように闇の柱が見える岬に出かけたハヤカワ夫妻だったが、そのまま消息不明となる。アイとユウのハヤカワ姉弟は自らの手で両親を探すことを決め、謎の地下鉄に乗って異界へと旅立つ。

## 登場人物
声は日本版 / 英語版の声優。

### 風と仲間たち
風 通称：黒き風
声 - 神奈延年 / ジェームズ・ハドソン・ブラウンリー
本作の主人公。アンリミテッドの一人。破壊神。
故国「ウィンダリア」の最高の戦士である。幼い頃から家族がおらず、周りから迫害され続けてきたため、非常に寡黙で感情をほとんど表に出さない。強くなれば他人から虐げられることはないとの考えから、ウィンダリアが統制する軍に入隊した経緯を持つ。
右腕に封印された「魔銃（マガン）」に三発の「ソイル（特殊な力を持つ砂の弾丸）」を装填し、敵や状況に応じた様々な召喚獣を出現させる。現在は自由に魔銃を動かせないため、普段の戦闘では専ら上下二連ショットガン（魔銃に次ぐ心臓）を使う。揺れる飾りのついたピアスを左耳にしており、これは幼少期に風を不憫に思った細工技師の老人から贈られた。両耳分あったが、片方はアウラに贈っている。飾りの紅い玉は、「風」の血を樹液に混ぜて固めた石である。
本編開始から12年前、白い雲・アウラ・ペポと共にウィンダリアおよびミステリア崩壊を目論む混沌と戦う。しかし、最終的に二つの世界の崩壊は免れず、自身も混沌と戦ったことによる影響から異界で長い眠りについていた。覚めた際は、ほとんどの記憶を失っており、かすかに記憶に残る「白い雲（魔剣士）」を宿敵として認識し、探し求めている。
本編中では、リサ達の危機を幾度となく救うが、感情を表に出さず口数も少ないその態度や、宿敵である「雲」を相手にすると周囲への被害も省みず攻撃する一面などのせいで、特にリサから「人間らしくない」とすら言われてしまう事も。しかし、実は誰よりも命の重さを知っている。後にリサもそれを悟り、態度を改めた。最終話で、混沌を滅ぼすため魔銃をリサに託し、自らの命をソイル「エンドレスホワイト」へと変えて砲撃獣の一部となった。
風のポジションはコンダクターの米たにヨシトモいわく、ベースコンセプトプランニングの河津秋敏から貰ったキャラの設定の中に「喋らない」があったため「キャラを立たせるのは難しい・主観に置くのは不可能」という事になり魔銃が立つように設定し、過去に携わった深夜アニメ『ベターマン』で「主人公であるにも関わらず喋らない、殆ど出てこない、主観にもならない」という似たものをやっていたため、それを夕方のアニメ用に娯楽作品になるようにアレンジしたもの。またスタッフは喋らないという事で風の扱いに困惑しておりシナリオ会議では何を喋らせるかがポイントとなっており「今週の風の一言」みたいな部分があり、それがそのエピソードのポイントになればいいというものがあった（ちなみに最初に作ったのが「氣現獣」の回の「笑うな」であった）。
またワルっぽい奴をイメージに描かれている。外見は『ファイナルファンタジーVII』の登場人物ヴィンセントに近い。制作側もそれを意識している。
リサ・パツィフィースト
声 - 氷上恭子 / ショーン・サイズ
本作のヒロイン。ハヤカワ姉弟の乗った地下鉄に乗り合わせていて、2人と知り合う。行方不明になった彼氏を探すために異界に来たという（実際はアイが勝手に誤解しているだけ）が、実際はハヤカワ姉弟の両親を探すためにロシアの国際治安維持機構C2機関から派遣されたエージェント。22歳。中国出身で、氣現術と呼ばれる格闘術の名手である。ハヤカワ姉弟からは姉のように慕われている。
一度命と引き換えにしか呼び出しできないはずの命の氣を使い、本人自身も死んだと思ったがなぜか気絶しただけで済んでいる（シドによると、命の氣が異界の水と反応して大きなエネルギーを生んだためとの事。それは召喚獣のような形となり、アイから「氣現獣」と呼ばれた）。
幼い頃に氣現術の師匠であった母（声 - 弥永和子）が村を救うために氣現獣を使ったせいで亡くなった際、母の最後の「笑って」と言う願いを聞き入れ、笑顔で看取るが、以降は表面上の笑顔を取り繕う事で自分を守るようになってしまった。そのため、困る度に無意識に笑って誤魔化してしまい、アイやミィレスに「変な笑顔」と指摘されてしまう。しかし、「風」の言葉で自分を省み、以降は作り笑いをせず本当の笑顔を見せるようになる。
キャラクターのモデルとなったのは『ファイナルファンタジーVII』のエアリス。
アイ・ハヤカワ
声 - 桃井はるこ / ジェシカ・シュワルツ
学者を両親に持つ少女。ユウとは双子の姉弟で、最終話で出生の秘密が明らかになる。消えた両親を追いかけて異世界に迷い込む。気が強くわがままで誰に対しても率直に意見を言うが、泣き虫で寂しがり屋な一面を覗かせることもある。単に可愛いだけでなくどこかにスリルのある「コワカワイイ」ものを好む。チョビを始めとするチョコボ達によく髪を咥えられて酷い目に遭わされる。劇中では二回も着替え（4話で冒険者風の服に、14話で着物のような服に）、その度にユウに羨ましがられていた。「風」は名前で呼ばずに「おじさん」あるいは「風のおじさん」、「風車のおじさん」と呼ぶ。クリアと友達になる。
ユウ・ハヤカワ
声 - 今井由香 / エバン・スラック
アイの双子の弟。アイと同様、最終話で出生の秘密が明らかになる。気が弱くて臆病な性格をしているが、ふとした時はアイ以上の勇気を見せる。その性格からアイには強気に出られず、異界に通ずる「地下鉄」の発車口へ訪れる際は、それを強く望むアイとは対照的に、彼は不本意ながらしぶしぶ同行することになる。優しさを持ち合わせており、それが旅の助けになることがある。しかし本人は「風」に頼ってばかりの自分に情けなさを感じる事も。アイと違って純粋に可愛いものが好き。異界の鳥、チョコボのチョビになつかれており、頭のペンナで初歩的な意思の疎通ができる。
本作の主人公は「風」であるが、視聴者の子供の共感を得られるよう、物語は主にアイ、ユウ、リサの3人の視点で描かれる。
ルー・ルプス
声 - KAORI / ラリッサ・ウォルコット
故郷をオメガに滅ぼされた、ウェアウルフの最後の生き残り。信頼する相手の瞳を見つめると獣人形態に変身する（鏡で自分の瞳を見つめることでも可能）。この状態で「ルー･ヴォイス」と呼ぶ超高周波の咆哮で攻撃できる。ロマンチストな少女で、オメガに襲われた際に助けてもらったのを契機に「風」のことを「風サマ」と呼び慕っている。そのため、リサとは「風」をめぐる恋のライバルである。「風」を探すために工場の世界で一度アイ達と別れるが、物語終盤に飛び水のマントを着て再会。最終話で連れ去られた一行を追ってモーグリと共にガウディウムへ突入、救出に成功するが、カオスタイラントとなった伯爵の攻撃で致命傷を負い、自らの命をソイル「ティアレインボー」へと変え、砲撃獣の一部となった。
チョビ
声 - 矢島晶子 / サマンサ・イノウエ・ハート
異界の鳥・チョコボの子供。ユウとペンナを通して意思を通わせている。アイの髪の毛を非常に気に入っており、ことあるごとに銜えている(他のチョコボも同様のため、種族共通でアイの髪を好んでいる）。必殺技は「チョコボキック」。その首には地下鉄の発車を知らせる異界時計・イザベルが下がっている。伝説のシエルチョコボの封印を解いた事によってシエルチョコボへの変身が可能になった。変身すると全身に鎧が装着され防御力が上がるほか、空を飛べるようになるが、それ以外の能力は変化なし。デッドペッパー（巨大なトウガラシのような実）が好物。
ポシェポケ
声 - 神奈延年
ファーブラからアイに与えられた、ポシェットのような謎の生き物。体内から様々なものを取り出すことができ、逆に何でも飲み込める。勝手に物を取り出されると怒る。一度、コモディーンが餞別に用意してくれた食料の大半を一口で食べてしまったため、それ以来勝手に物を食べないよう口にテープが貼られている。なお、ソイルの弾丸は取り出せない模様。最終話ではモンスター（ヘルバのハグハグちゃん）に食べられるが、逆に内部から喰い返すという荒業を見せた。
クポ
声 - 半場友恵 / ビル・ワイズ
ウィンダリアで黒き風とコンビを組んでいたモーグリ。「風」のことを「相棒」と呼び慕っていて、数少ない彼の過去を知る者。ソイルの伝道師を名乗り、頭の光るボンボリで魔銃の真価を引き出す。一人称は「オイラ」（希に「俺」）。普段は語尾に「-クポ」と付けるが、本気モードでは口調が変化する。古いお笑いバラエティが好き。女性には優しい。最終話で自らの命をソイル「ソウルガンメタル」へと変え、砲撃獣の一部となった。

### コモディーン
異界に秩序を作るという理想を掲げ、伯爵に抵抗している組織。吹き矢が主な武器で、ターバンにサングラス、灰色のタイツを身に纏う。口笛を吹きながら親指を立てるのが彼らの合印である。
ナーヴ
声 - 堀之紀 / ケン・ウェブスター
「コモディーン」のリーダー。綺麗好きで、趣味はシャワーを浴びる事である。カエルやサボテンを苦手とする。何かと扱いが雑になりがちなキャラであり、よく不幸な目に遭っている。
シド
声 - 関俊彦 / ロバート・ニューウェル
コモディーンのメンバー。天才発明家で一種妄信的な機械愛の持ち主であり（自分の作成した発明すべてに女性の名前をつけている）、地下鉄を作ったのも彼。普段は温厚だが、自分の発明品を傷つけられると一人称が「ボク」から「オレ」に変わり攻撃的な性格に貌変する。その言動から異性には一切興味がないと思われがちだが、意外と助平な一面を覗かせる場面がある（特にリサへは邪な感情を見せ、警戒された）。
ミィレス
声 - 桑島法子 / ヘザー・カフカ
コモディーンのメンバー。戦う女兵士であり食欲旺盛でゲテモノ料理を好む。生きたカエルを特に好む。その言動とは裏腹にけっこう初心で乙女チックな一面を持つ。ひょんなことからシドに好意を抱くようになる。
ファンゴ
声 - 桑島法子 / マルコス・ララ
何でも食べてしまう能力を持つ。勘が鋭く、危険を予知する能力を持っている。彼が住んでいた世界には所有権の概念がなく、置いてあった一行（アイ、ユウ、リサ）の荷物を無断で持ち去り、追われることになる。

### ガウディウム
異界の支配者。「混沌こそが秩序」を唱え、これまでに数々の異界を飲み込んできた。ひいては外界そして宇宙をも飲み込み、支配しようと企んでいる。伯爵をはじめとして、その部下は皆冷酷非道である。幹部は雲を除いた者たちは、「ガウディウム四凱将」と呼ばれている。
タイラント伯爵
声 - 矢島晶子 / エレナ・カリーヨ
飛空宮廷ガウディウムに居を構える異界の支配者。自らを「混沌王」、「神」と名乗る。彼の登場するシーンは食事シーンであることが多い。普段は子供の姿をしているが、アニメ24話及び最終話では真の姿「カオスタイラント」へと変貌する。座っている椅子は身体の一部であり、カオスタイラントに変貌する際は椅子と同化する。見た目に違わず、子どもっぽい性格で万能感を得た子どもの如くわがままに振る舞っている。最終話で自らをミストにした「雲」を取り込むが、逆に動きを封じられ、自らを砲撃獣にした「風」に倒される。彼の食する料理の材料は、異界にいる人々の負の感情である。
オスカー
声 - 石井康嗣 / ブライアン・ジェプソン
ガウディウム四凱将の一人。慇懃無礼を形にしたような道化師で、傀儡術を得意としている。伯爵の執事のような役割を担っており、先代の混沌にも仕えた。体をクネクネさせる身振りが特徴である。仮面を付けているため素顔は見えないが、時折不気味な眼を覗かせる。しばしば伯爵の八つ当たりの対象にされている（スープの入った皿をぶつけられるなど）が、特に意に介する様子は見られない。その内容は一切として知れず、またその正体も明らかにされていない。混沌自身であるような口振りで話すこともある。名前は「Chaos（混沌）」のアナグラムになっている。最終話でガウディウムの崩壊と共に混沌に落ちていったが、実は生きており「外界の章」では新たな伯爵となったヘルバに仕えている。
フングス
声 - 郷里大輔 / グラント・ジェームズ
ガウディウム四凱将の一人。軍人気質で野心に富み、常にパイプをくゆらせている。刻まれても焼かれても胞子として蘇ることから、「不死身のフングス」とあだ名される。その際、小人のようなサイズで復活するため、元のサイズに戻るには多少の時間がかかる。伯爵に従ってはいるが、野心があり異界を征服したがっていた。他の四凱将に比べて義理人情に厚いためか、最終的にオスカーに裏切られ、「風」との激闘の末に戦死する。最期の台詞からすると、死にたがっていた模様。かつて異界に飲み込まれた「キノコゾーン」を故郷にもつ。名前は「菌類」という意味。
ヘルバ
声 - 植田佳奈 / ジェシカ・スモーリンス
ガウディウム四凱将の一人。植物系モンスターを従える。人に対して「-ちゃん」を付けて呼ぶ。アニメの最後で混沌に落ちて死んだかに思われていたが、実際は生きており「外界の章」からはタイラント伯爵に代わって新たな伯爵となる。それと同時に頭のつぼみが開花している。口癖は「ハグハグしちゃうぞー」。伯爵の配下だった当時はヘルバ自身の思想などは不明だったが、「外界の章」では『世界を自分の植物で埋め尽くす』と一応の理想らしきものが描かれている。
ピスト・シャーズ11世
声 - 子安武人 / エドウィン・ニール
ガウディウム四凱将の一人。海を統べる魔人で、部下も海のモンスター。「データ収集」が口癖で、狡猾な策略を得意とするが、データに拘りすぎるゆえか機転はあまり利かず、データに無い相手や能力に直面した際はとっさの対応が出来ないことも多い。芝居がかった大げさな言動を特徴とし、お調子者のような面も見せる。青緑色のヒトデと人間が融合したような身体を持ち、目は胸部に、口は後頭部に付いている。水鉄砲のような特殊な銃が武器だが、自ら戦うことは少ない。魔剣士を一方的にライバル視している。体が液体で出来ているためフングスと同様に不死身に近い。「雲」によりミストにされ、そのまま使用されるという特殊な倒され方をする。「風」の魔銃を奪い「究極の召喚獣」の召喚を試みるも、失敗する（しかもこの時、「風」の決め台詞と演出を真似た）。
魔剣士 通称：白い雲
声 - 石田彰 / J・シャノン・ウィーバー
魔剣と呼ばれる白い剣を操る謎の剣士。アンリミテッドの一人。「ミスト（瓶詰めにされた特殊な気体）」を使って「一刀獣」または「双刀獣」を召喚する。伯爵の食客だが実力は四凱将に匹敵あるいは上回るほどの技量を誇り、つかの間であるがフングス存命中に五凱将に数えられるほど。かつて存在した国「ミステリア」でも最高の戦士であった。ある目的のために伯爵の元に籍を置き、黒き風に幾度となく重傷を負わせている。黒き風にとってはライバルであると同時に失われた記憶のカギを握る人物でもある。風同様に寡黙であまり多くを語る性格ではない。
彼の技は全てに「白」を含む単語が付いている。
魔道士 通称：赤い霧
声 - 田中秀幸 / デビッド・ストーキー
白い雲の兄。故人だが、ある無念からオスカーの傀儡術によって甦る。フレアソードから炎を生み出す「魔道士」であり、弟と同様に「ミスト」を操るほか、魔法も使用する。「外界の章」ではミストのみで弟を助ける。
クルクス
声 - 井上喜久子 / サマンサ・イノウエ・ハート
オスカーに生命を吹き込まれた、命令を実行する人形。主に偵察役として使われる。人間の言葉は理解できるが、自分では「くっくるゆー」としか話せない。心は持っていないはずだったが、自分の意思でオスカーに背き、反逆した白い雲を手助けした。後に「くっくるでゅー」と話す「クルクス2号」も作られる。「外界の章」ではミストを失った白い雲の新たな武器であるクルスソードとなる力を得る。
ソルジャッシー
声 - 成田剣
「外界の章」からの登場キャラクターで、タイラント伯爵亡き後のガウディウム新凱将。形式張ることを好む。既存の用語を企業的な用語に置き換えて話すサラリーマンを思わせる言動を取り、「48時間働く外界侵食推進事業部長」という肩書きを名乗っている。肉体はドルクという人物のものであり、手持ちのブリーフケースが本体（肉体は時々ドルクの意識を取り戻す）である。特殊な名刺を用い、無機質をモンスターに変えることができる。

### その他
ファーブラ
声 - 井上喜久子 / クレア・ハミルトン
「導く者」と名乗り、階層宇宙のモデルをかざして、アニメ冒頭と予告に登場する謎の女性。二枚貝の館に幽閉されているため、そこからアイやユウたちを見つめ続けている。物語序盤、アイにポシェポケを与える。「導く者」であるため直接的に関与することはないが、1度だけアイ・ユウ・リサを助けた（安全な場所へ「導いた」）ことがある。
アウラ
声 - 半場友恵
ウィンダリアの住人。孤独に閉ざされた「風」の心を開いた女性。「風」の実の妹であるが、同時に彼の恋人だった。彼女のピアスは「風」から受け取ったもの。12年前、混沌を封じるためにその命をソイル（ティアレインボー）に変え「風」に託し、砲撃獣の一部となった。
ペポ
声 - 半場友恵
クポ同様「風」を「相棒」と呼ぶモーグリ。クポと認識がある様子。12年前、混沌を封じるためにその命をソイル「ソウルガンメタル」に変え、砲撃獣の一部となった。
ジョー・ハヤカワ、マリー・ハヤカワ
声 - 山崎たくみ（ジョー）、皆口裕子（マリー） / ブレンダン・ウォルシュ→ダン・デイツ（ジョー）、ケイト・ギレット（マリー）
元地質エネルギーの研究者で、異界物理学の研究者。アイとユウの両親。日本海に出現した闇の柱の影響で異界に迷い込み、そこで得た情報を「界列の日」という著書にまとめた。その際に実の子供たちを亡くし、代わりに異界から流れてきた双子を拾った。ある日「異界を見に行く」と言って岬に出かけたまま消息を絶つ。物語終盤、ヘルバに洗脳されてガウディウムにて飛び水やオメガの研究とパティシエをさせられていたことが判明する。
ボルボル
声 - 山崎たくみ / ロン・ベリー
テロスで飛び水の仕立て屋を営んでいるオカマ。ボッタクリな額で商品を売りつけるが、クリアに対しては「初恋の人に似ている」という理由でサービスした。
チョコババ、チョコイモ
声 - 真山亜子 / レイニー・フレイジャー
チョコボが大好きでチョコボに乗って、異界のあちこちを旅している謎の老婆姉妹。容姿は瓜二つで、黒く丸いサングラスが姉のチョコババ、赤くハイカラなサングラスが妹のチョコイモである。姉妹そろって「-っという噂じゃ（姉）」「-っていう感じぃ（妹）」や「はぁてねぇ〜（姉）」「さぁてねぇ〜（妹）」といった可笑しな口癖で、会話する者たちを困らせる。異界に伝わる様々な伝説（噂）に通じているようである。
クリア
声 - 緑川光 / ダン・デイツ
アイが出会った少年。実はオメガの欠片で、オメガの心を司る。飛び水の衣服で破壊の力を抑えていた。善良で優しく周囲を傷つけることを厭う性格。
サギ
声 - 南央美 / ジャスティン・キー
ヘルバの屋敷にいた、リサにだけ見える少年。実はリサが幼い頃、家で咲いていたサギソウの化身で、その後はアイのポシェポケの中にいるという。
ドルク
声 - 成田剣
「外界の章」からの登場キャラクターで、C2機関のエージェント。リサの先輩で、おそらくは恋人。ソルジャッシーに体を乗っ取られており、時々意識を取り戻してリサを動揺させる。

## 用語
異界
タイラント伯爵の支配する異世界。多くの外界（いわゆる別の世界。アイ達の世界もこれにあたる）を取り込み、無限に規模を広げている。異なる世界が不規則に連結された状態になっており、異世界間の移動には地下鉄が必要となる。炎の噴き出す砂漠、果物のような物質で構成された街など様々な世界が存在する。
地下鉄
異界を移動するための乗り物で、唯一異世界間をまたがって移動することが出来る。次元トンネルと呼ばれる空間を走り、どの世界へ行くかを選ぶことは出来ない。正式名称は「エリザベート」で、シドの発明品の一つ。動力部にオメガの欠片が使われていたため、オメガに繰り返し襲われることとなり、3度目の襲撃では完全に破壊されてしまった。
アンリミテッド
果てのない命を持つ者。神をも超える存在。超人的な力を持ち、一時的に倒されることはあっても、死なない、もしくは復活する。ただし、記憶喪失や能力喪失などの障害（異界の章における「風」の記憶の欠損や魔銃の故障、外界の章における「雲」のミストの消失）を抱えることがある。登場人物の中では「風」や「雲」が「アンリミテッド」であることが示唆されている。
魔銃（マガン）
「風」の右腕に装着されている黄金銃。普段は右腕に圧縮されており、「ソイル、我が力!」の掛け声とともに解凍される。通常の銃火器としての機能はなく、ソイルに螺旋運動を与えることで召喚獣を呼び出すことができる。混沌との戦いで倒されて以降、故障しているのか自身の意思では解凍できないが、ハヤカワ姉弟の強い願いに呼応するかのように稼働する。銃には「風」の心臓が組み込まれており、彼の血液とソイルが混ざることで召喚獣が生まれる。また、魔銃を圧縮している際は彼の右腕は骨になっており、魔銃解凍時に再生される。
魔剣（マケン）
「雲」が帯びている白い刀身に黒の装飾をなした剣。普段はやや細身の長剣だが、エネルギーの刃を展開することで大剣に変わる。「雲」の意思で自在に動き、自動で迎撃するほか、ミストに直線運動を与えることで召喚獣を呼び出すことができる。また、兄である「霧」は赤い刀身のフレアソードという同質の剣を有するが、こちらは鍔元に大きな魔法の宝玉がはまっており、通常の機能に加え魔法を操る力も備える。
ソイル
異界に点在する、色とりどりな砂状の物質。命の結晶。混沌によって世界を滅ぼされた人々の無念の集合体。砂状で螺旋運動によって力を発揮する。ソイルを利用する機関は必ずドリラーと呼ばれるパーツが存在し、稼働時に高速回転する。ウィンダリア以外でも、異界の中ではシドがこれを利用した「ソイル機関」という動力機関を発明している。伯爵が「風」の持ち分をすべて取り上げ勝ち誇った事もあったが、その本質を見抜く事は最後まで出来無かった。
ミスト
異界に点在する、霧状の物質。心の結晶。ミステリアの人間が体内で精製し呼吸とともに吐き出す。霧状で直線運動によって力を発揮する。ミステリアの人間特有のものであるためか、これを利用した発明品は登場していない。四散し易いのか空き瓶が無いと貯められず「雲」もその空き瓶ごと切り裂かないと召喚が出来ないという弱点を持っている。
召喚獣
ソイルやミストを用いることによって誕生する物質エネルギー体。高密度のエネルギー体であるが長時間は存在出来ない。ソイルで生み出される召喚獣は組み合わせたソイルの性質によって変化し多種多様な召喚獣が生まれる代わりに、召喚には複数種のソイルを用いる必要がある。それに対してミストで召喚される召喚獣は通常は一刀獣のみであるが、自身が作るミストを用いる分即応性が高く、複数召喚を行えるなどのメリットがある。どちらもオメガの一部を撃退するほどの戦闘力・攻撃力を誇っているが、中には非戦闘用の召喚獣も存在する。
リサが生み出す氣現獣（デザインモチーフは一刀獣同様にリヴァイアサンだが、こちらは魚に近い）も召喚獣に近い存在である。
オメガ
破壊衝動に突き動かされて異界を彷徨う最強の存在。ルーの世界もこれによって滅ぼされた。現在は何らかの理由によりクリスタルとなって封印され異界に点在している。クリスタル単体でも意思を持ち、元の姿に戻ろうと次元の狭間を移動している。爪や体毛だけでも凄まじい破壊力を持つ。伯爵たちは、その力を狙い収集していた。オメガの心の具現化した存在であるクリアが自らの破壊衝動を嘆く等、本質は極めて純粋。
モーグリ
ウィンダリアにおいて、ソイルの材料とするために生み出された合成生物。白い豚のような生き物で、頭部にアンコウの提灯のようなボンボンがついている。語尾に認識名をつけることが特徴。
氣現術
リサが修得した護身術。自然界に流れる氣のエネルギーを利用することで、巨大な怪物を投げ飛ばしたり、一種の防護壁を張ったりすることが出来る。また、自らの命の気を使うことで氣現獣とよばれる幻獣を生み出し、膨大なエネルギーを生み出すことが可能だが、術者の死を代償とする。ただし、異界においては異界の水にエレニウムというエネルギーが含まれるため、それと呼応することで術者の死を伴わずに召喚可能（しかし召喚には大きな疲労を伴う）。
ウィンダリア・ミステリア
共にかつて存在し、混沌に呑みこまれた世界。ウィンダリアは「風」の故郷であり、ソイルを用いた兵器が存在した。ミステリアは「雲」「霧」の故郷であり、ミストが存在した。混沌の策略で戦争に陥り、互いの世界を滅ぼしあった後、混沌に飲まれてしまう。『外界の章』ではミステリアの一部が混沌に取り込まれた姿を登場させている。
飛び水
あらゆるものを浮遊させる性質を持つ液体。そのため、シドの作り出した究極飛空艇シルヴィアの動力源として利用されている（『外界の章』において、循環させることでリサイクル出来るという説明もある）。また、それ以外にもオメガの力・破壊衝動を抑える効力もあるようで、クリアはこれを加工した飛び水の衣をまとうことで破壊衝動を押さえていた。なお、飛び水のマントは10億5000万ギル（ナーヴの葉巻が一本3ギルと比較されている）と破格の価格を掲示されているが、作中ではあくまでもボルボルの言い値であるため、実際にそれほどの価値があるのかは不明。
C2機関
リサの所属していた組織。ロシアに本部を設置する国際治安維持機構。上に枢密院と呼ばれる機関が存在するが、末端にはその真意は知らされていない模様。放送時はほとんど言及されることのなかった組織だが、後に展開された『外界の章』では枢密院が混沌と接触し、人類の存続を図っていたことが判明する。
混沌
本作における最大の敵。多くの外界を飲み込み、異界を作り成長してきた存在。だが、その正体は全く分かっておらず、化身である伯爵やその後釜であるヘルバですら混沌そのものではないらしい（己自身であるはずの混沌の様子を尋ねるシーンが多数ある）が、何らかの形でリンクしているようでもある。人間の心の動き（感情）を糧として成長する存在であり、作中では主に負の感情を食していた。
また、混沌とオスカーには伯爵やヘルバ以上に強い関係があることが示唆されるも、真実は不明となっている（なお、カードゲームではオスカーと上述のオメガの組み合わせが最強のコンボの一つだった）。
作中では上述の真実を知る者もほとんどなく、主に伯爵勢力を指す形で用いられた。

## 召喚獣とソイルの一覧

### 風の召喚獣
命の結晶であるソイルを螺旋運動で物質エネルギー化したもの。魔銃に三つのソイルを装填して撃ち出す事により召喚される。ソイルは色毎に異なる特性を持ち、組み合わせ次第で様々な召喚獣が生まれる。初期に使用していた魔銃では召喚獣本来の力を出すことはできなかったが、モーグリと再会後は魔銃本来の力を用いて、強化された召喚獣を呼び出せる。相手と状況に応じて「相応しいソイル」が決められ、装填前に必ずそれを表す言葉が添えられる。また、三つ目の装填時には「そして」という前置きが置かれることが多い（例外もある）。決め台詞は「お前に相応しいソイルは決まった!」、召喚の直前に放つ「○○、召喚獣！　××」。
三つのソイルを状況に応じて組み合わせる必要があるためか、ライバルである「雲」の召喚獣に比べて速攻性では見劣りする。その一方で、様々な敵の特性に対応可能な多彩なラインナップが武器であり、それらをどう生かすかがカギとなる。
燃えよ! フェニックス
「"すべての源" マザーブラック」
「"すべてを焼き尽くす" ファイアーレッド」
「"すべてなる臨界点" バーニングゴールド」
赤い不死鳥型の召喚獣で、相手の体内に侵入し内側から爆裂し、その後焼き尽くす。他の召喚獣と異なり、爆発後に姿を現す。強化形態を合わせると、劇中で三度呼び出された珍しい召喚獣（また使用するソイル・ファイヤーレッドはスチールグレイと並び三種の召喚獣に用いられる）。
ギガ・フェニックス
強化形態。形状もより鳥類に近いものに変化し、移動しながらの戦闘が可能になる。高熱を放出しつつ、火炎弾を撃ち出せる。

出よ! テュポーン
「"大空を越える無限" スカイブルー」
「"大地を貫く完全" グランドブラウン」
「"次元をえぐり出すまやかし" マジックバイオレット」
相手のいる空間を圧縮消滅させる紫色の召喚獣。顔だけしかないようなデザインで、本体は召喚獣の中で最も小さい。
光れ! シヴァ
「"光なき魂の叫び" ダークグリーン」
「"生み出すことを許さない" ヴァージンホワイト」
「"すべてを凍てつかせる" アイスブルー」
ドレスをまとった女性を象ったような、水色の結晶型召喚獣。広範囲を氷付けにする。
唸れ! イクシオン
「"死をつつむ眠り" スチールグレイ」
「"沸き上がる血のたぎり" ヒートクリムゾン」
「"闇を貫く閃光" ライトニングイエロー」
メタリックブルーを基調とした一角獣型の召喚獣。角から雷を放ち、大爆発を起こす。強化形態を含めた場合、劇中では三度召喚されている珍しい召喚獣。
イクシオン・零式
強化形態。零式に強化されると背に翼が生え、全体的に女性的で優美な形状になり、色見も淡いエメラルドグリーンの鮮やかなものになる。能力も大幅に強化され、電流以外に電磁波の操作も可能となった。

轟け! ビスマルク
「"岩を喰いちぎる" シャークグレイ」
「"渇きを飲み干す" ウォーターブルー」
「"虚空をも噛み砕く" クラッシャーホワイト」
真白い鯨型の召喚獣。大量の水を敵ごと空に舞い上げて消滅させる。
作中ではフェニックス・イクシオンに次いで、召喚回数2回という記録を持っている。
焼き尽くせ! イフリート
「"灼熱の牙" カーディナルレッド」
「"紅蓮の疾風" ダーククリムゾン」
「"鋼の力" バーントシェンナ」
赤く燃え上がるロボットあるいは鬼のような、鋭角的な形状の巨人型召喚獣。両腕を掲げて生み出す火球や、我が身を用いて対象を徹底的に炎で焼き尽くす。
究極の召喚獣
「"冴え渡る知性のきらめき" マーベラスオレンジ」
「"限りなき探究への欲望" マニアックパープル」
「"完全勝利の誓い" ウルトラショッキングピンク」
「風」から奪った魔銃でピストが召喚したものであるが、制御できずに失敗し、ピスト自身が吹き飛ばされた。後述の砲撃獣の黒い状態に近いが、厳密には召喚獣とは言えないらしい。通常のソイルは金色の薬莢に入っているが、このときピストが作った薬莢はピンク色になっていた（一時的に奪った魔銃もピンク色であった）。
貫け! オーディーン
「"悠久の時告げる光" ブリットシルバー」
「"破壊の時告げる暗黒" デストロイブラック」
「"断絶の時告げる一瞬" スチールグレイ」
灰色の騎士型召喚獣。敵の攻撃を盾で防ぎながら、槍で貫く。炎や冷気などの効かない敵に対して使われる。これに用いられるスチールグレイは、前置きの文言こそ変わるが、ファイヤーレッドと並び三種の召喚獣に用いられる稀有なソイルでもある（馬が関係してくるという共通点がある）。
出でよ! アトモス
「"すべてを薙ぎ払う怒り" ストームブルー」
「"彩りを無に変える" アッシュグレイ」
「"無限の闇に落ちる" サイレントブラック」
全てを吸い込む、巨大な口のような赤い召喚獣。効果が無差別なためリサ達も危うく吸い込まれかけた。
砕け! タイタン
「"堅牢なる守りの大地" ガイアブラウン」
「"秘められし静かなる情熱" ディープバーミリオン」
「"とこしえなる生命の活力" エバーグリーン」
イフリートとは異なり、全体的に丸みを帯びた巨人型の召喚獣。大地を殴って大岩を隆起させ、それを押して敵にぶつける。オメガと戦った際にはエネルギーの相殺か、大爆発を伴った。
滅ぼせ! メテオマスター
「"天空滅ぶ轟き" ホライゾンゴールド」
「"降り注ぐ怒り" エアロブラック」
「"永遠に楔うつ光" フォートシルバー」
天から燃え盛る隕石を大量に呼び寄せ、他の召喚獣を凌駕するほどの広範囲に降らせる。フェニックスやイクシオンでも倒しきれなかったフングスを倒した、風の使用した中でもトップクラスの破壊力を持つ召喚獣。本作オリジナルの召喚獣だが、本体の姿はトンベリに酷似している。
砲撃獣（本作におけるバハムート）
「"瞳に満ちる光" ティアレインボー」（ルー/アウラ）
「"究極の魂" ソウルガンメタル」（モーグリ）
「"我が命の螺旋" エンドレスホワイト」（風）
アニメ第一話及び最終話登場。風車のついた巨大な翼と魔銃に酷似した頭部を持つドラゴンの姿で現れる、「風」最強最大の召喚獣。第一話では混沌と融合しているため赤黒い姿をしているが、本来は白い姿。「風」と関わりの深い人々、そして「風」自身をソイルに変える事で生み出すことのできる究極の召喚獣。魔銃を模した頭部から強力な光線を放つ。「風」が召喚する中では最強の召喚獣であり、混沌の化身さえも（一時的とはいえ）倒すことが出来るだけの力を備えている。
（以下はテレビシリーズ未登場）
輝け! カーバンクル
「"灼熱の牙" カーディナルレッド」
「"すべてを焼き尽くす" ファイアーレッド」
「"結晶世界への導き" ダイヤモンドレッド」
額に宝石を持つ小動物型召喚獣。ゲームとは異なり、能力は反射ではなく炎系統の効果を持つ。ただし、炎を放つのではなく額の真紅の石から灼熱の光を放ち、光に灼かれた物質を炭素結晶へと変え、蒸発させる。
吼えろ! トライディザスター
「"すべてを焼き尽くす" ファイアーレッド」
「"すべてを凍てつかせる" アイスブルー」
「"闇を貫く閃光" ライトニングイエロー」
「外界の章」で最初の召喚獣。三つある巨大な角から炎、氷、雷の複合攻撃を行う。能力・形状ともにゲームシリーズの召喚獣クジャタをモチーフとしていると考えられ、「トライディザスター」も本来はクジャタの必殺技名である。
斬り込め! ナイツオブラウンド
「"絆の剣風" ソードビリジアン」
「"不屈の疾風" キングダムブルー」
「"誇りの烈風" ウォーリアプラチナ」
騎士団型召喚獣。1体の巨人が大剣で敵を破壊した後13体に分裂し素早く散開、各敵を撃破する。この演出はゲーム版とは順序が逆になっている。
裁け! ハーデス
「"呪われし暗黒の叫び" カーズホワイト」
「"光なき暗黒の瞳" シャドウパープル」
「"罪深き暗黒の毒" ポイズンブラック」
敵を招き寄せ、鎌で首を刎ねる死神型召喚獣。「かま」を使う死神と言う点はを共通しているが、ゲームとは能力や技が大きく違う。
斬撃せよ! ライディーン
「"絆の剣風" ソードビリジアン」
「"断絶の時告げる一瞬" スチールグレイ」
「"真なる怒涛" グラディアスレッド」
オーディーンに似た形状をしている騎士型召喚獣。頭部を抜き出すことで現れる大剣で、敵を斬り裂く。
照らせ! アレクサンダー
「"大空を越える無限" スカイブルー」
「"邪気の闇満たす光" ホーリーブラック」
「"審判の果ての希望" ジャッジメントホワイト」
巨大なロボットのような召喚獣。瞳孔のない目から閃光を放って敵を包み込み消滅させる。
響け、アニマ
「"無限の闇に落ちる" サイレントブラック」
「"慟哭の痛みに軋む" ペインブルー」
「"すべてを拘束する" チェーンゴールド」
対象の魂を鎮める異形の召喚獣。鎖に縛られていると言うこと以外は具体的な外見や能力は不明。アイたちが「対象を壊さない（殺さない）召喚獣」ということに驚いたことから、攻撃的な能力ではないと推測出来る。

### 雲・霧の召喚獣
心の結晶化であるミストを直線運動で物質エネルギー化したもの。ミストの入ったビンを剣で斬り割る事により召喚される。召喚出来るのは共通して一刀獣（白銀に輝く頭部が剣の様な龍。デザインモデルはゲームシリーズの召喚獣リヴァイアサン）のみだが、「風」のそれよりも手早く召喚可能なため速効性が高い。また、それぞれが特性の様なものを備えているが、一つの技を使うだけでは消滅せず、しばらく召喚を維持し活動が可能な模様。「風」同様に召喚前に呪文のような台詞が存在し、それらを発したのち技名と共にミストを斬り裂く。この節では、特に断りのないものは、全て「雲」が使用するものとする。
白銀のエチュード
「ミストが奏でるあやかしの歌に抱かれて、眠るがいい!」
眩い光から現れた一刀獣が突進をする。
白熱のプレリュード
「ミストが奏でる光の前奏曲で、眠るがいい……!」
「風」に召喚を邪魔されているため、詳細は不明。
純白のレクイエム
「ミストが奏でる麗しの歌に抱かれて、眠るがいい!」
頭部付近の羽を利用してエネルギーを集め、頭部の角から光の刃を撃ち出す。頭部の角にエネルギーを集める際、四角形が収束する形となっている。
真紅のレクイエム
「霧」が使用。「雲」のそれと異なり、こちらは赤い姿をしている。
白熱のノクターン
「すべてのもの、我が美しき調べによりて、去りゆくがいい!」
光の刃を纏った頭部の角を突き刺す。レクイエム同様に光の刃を放つ技と思われるが、頭部の角にエネルギーを集める際、三角形が収束する形となっている。
白夜のデュエット
「ミストが奏でる永久なる二重奏で、眠るがいい!」
二つのビンを使って二体召喚する。劇中では光の刃は放たず突進しブルーフェニックスを撃破後、空中を遊泳していた。
白刃のコンツェルト
「ミストが奏でる協奏曲に誘われ、眠るがいい……!」
白夜のデュエットで召喚した二体を合体させて放つ（複数召喚の合成）。翼が生え、長さも倍ほどになる。
潔白のラプソディ
「奏でよ……ピスト!」
執拗に挑発するピストに「君はお喋りが過ぎる」と空のビンにピスト（他者を）を吸収し閉じ込めてミストにし、そのまま使用。この召喚獣のみ対象であるピストの体色（水色）を残していた。
白亜のカルテット
「奏でよ……」
「混沌の森よ、ミストの逆巻く業火に焼かれて消え去るがいい!」
四つのビンを使って四体召喚する。使用された中では最大の同時召喚。台詞の後者はドラマCDで使用した際のもの。
白雲のシンフォニー
「我が魂のミストよ、奏でるがいい!」
自身をミストに変え空瓶に封じ、それを意志のみで動く魔剣で斬り裂く。「雲」最強の召喚獣で「風」の砲撃獣と対を成す。
以下はテレビ未登場
氷白のソナタ
「ミストが奏でる憐れみの調べに抱かれて、眠るがいい!」
ミストの光が周囲を斬り裂き、その後一刀獣が突進をする。
以下の双刀獣は兄の紅いミストも同時に使用した双刀獣の際の台詞。
他の召喚獣と異なり、ドラマCDのみの登場である上に描写もなかったことから、その形状は全く不明。兄のミストも利用していることや名称・セリフから、紅白・二本の角の特徴を備えていると思われる。
白鳳と朱雀のデュエット
「今再び魔道の調べ目覚めし時、ミストよ、魂の旋律に震えるがいい! 奏でよ!」
表白と赤心のセレナーデ
「今再び魔道の旋律流るる時、ミストよ、心蝕む闇を光に鎮めよ!」

## スタッフ
- 原作 - スクウェア
- 総監督 - 前田真宏
- 副監督 - 竹下健一
- コンダクター - 米たにヨシトモ
- ベースコンセプトプランニング - 河津秋敏
- シリーズ構成 - 冨岡淳広
- キャラクター原案 - 野村哲也、天野喜孝
- キャラクターデザイン - 中澤一登、カーメル7（草彅琢仁、中嶋敦子、岸田隆宏、平田智浩、ムラオミノル、前田真宏）
- メカニックデザイン - 小林誠
- モンスターデザイン - 宮尾佳和、前田真宏
- 伯爵一族コンセプト - 草彅琢仁
- 美術監督 - 朴一
- 色彩設計 - 黒柳朋子
- 編集 - 重村建吾
- テーマ音楽 - 植松伸夫
- 音楽 - 浜口史郎、多田彰文
- 音響監督 - 鶴岡陽太
- アニメーション制作プロデューサー - 住友英司
- プロデューサー - 笹村武史、坂田雄馬、中島伸治
- アニメーション制作 - GONZO
- 製作協力 - avex mode
- 製作 - テレビ東京、電通、GDH

## 主題歌

### オープニングテーマ
「Over the FANTASY」（1話 - 24話） （25話はオープニングなし）
作詞 - 海老根祐子 / 作曲 - 植松伸夫 / 編曲 - 安藤高弘 / 歌 - 植田佳奈
14話では挿入歌として使用され、25話ではエンディングテーマとして使用された。

### エンディングテーマ
「VIVID」（1話 - 13話）
作詞・作曲 - 現王園崇 / 編曲 - FAIRY FORE & 明石昌夫 / 歌 - FAIRY FORE
15話では挿入歌として使用された。
「Romancing Train」（14話 - 24話）
作詞 - motsu / 作曲・編曲 - t-kimura / 歌 - move

## 各話リスト
| 話 | 放送日         | サブタイトル                    | 脚本     | 絵コンテ           | 演出               | 作画監督                |
| -- | -------------- | ------------------------------- | -------- | ------------------ | ------------------ | ----------------------- |
| 1  | 2001年 10月2日 | 異界 -やみへのたびだち-         | 冨岡淳広 | 米たにヨシトモ     | 竹下健一           | 大久保宏                |
| 2  | 10月9日        | 魔銃 -くろきかぜのおとこ-       | 冨岡淳広 | 中村隆太郎         | 中村隆太郎         | 追崎史敏                |
| 3  | 10月16日       | 果実 -あまいかおりのまち-       | 冨岡淳広 | 善聡一郎           | 和田裕三           | ムラオミノル            |
| 4  | 10月23日       | 魔剣士 -しろきエチュード-       | 冨岡淳広 | 前田真宏           | 大原実             | 服部一郎 門上洋子       |
| 5  | 10月30日       | シド -ちかすいみゃくのぼうけん- | 吉村清子 | わたなべぢゅんいち | わたなべぢゅんいち | 新号靖                  |
| 6  | 11月6日        | 氣現術 -いのちまもるもの-       | 佐藤和浩 | 阿部記之           | 吉田徹             | 中本尚子 佐々木かずひろ |
| 7  | 11月13日       | 地下鉄 -じげんトンネルのてき-   | 冨岡淳広 | 高田淳             | 木村真             | 野武洋行 相坂直紀       |
| 8  | 11月20日       | ソイル -マガンのしんぞう-       | 吉村清子 | 宮尾佳和           | 宮尾佳和           | 追崎史敏                |
| 9  | 11月27日       | オスカー -おわりなきしごと-     | 冨岡淳広 | 善聡一郎           | 和田裕三           | ムラオミノル            |
| 10 | 12月4日        | 屋敷 -サギソウのおもいで-       | 佐藤和浩 | 笹木信作           | 吉田徹             | 中本尚子 佐々木かずひろ |
| 11 | 12月11日       | シエル -チョコボとのわかれ-     | 吉村清子 | わたなべぢゅんいち | 山田弘和           | 新号靖                  |
| 12 | 12月18日       | フングス -えいえんのいのち-     | 冨岡淳広 | 静野孔文           | 静野孔文           | 菅井嘉浩                |
| 13 | 12月25日       | メテオ -いまわしききおく-       | 冨岡淳広 | 前田真宏           | 竹下健一           | ムラオミノル            |
| 14 | 2002年 1月8日  | オメガ -さいかいとたびだち-     | 冨岡淳広 | 米たにヨシトモ     | 木村真             | 相坂直紀                |
| 15 | 1月15日        | ジェーン -うごきだすうみパズル- | 神山修一 | 笹木信作           | 山内東生雄         | 追崎史敏                |
| 16 | 1月22日        | 氣現獣 -えがおのむこうに-       | 冨岡淳広 | 前田真宏           | 磨積良亜澄         | きよまるさとる 桜井正明 |
| 17 | 1月29日        | カエル -ちっちゃなだいぼうけん- | 吉村清子 | 佐山聖子           | 佐山聖子           | 中本尚子 佐々木かずひろ |
| 18 | 2月5日         | 魔道士 -きりとくものたいけつ-   | 佐藤和浩 | 平田智浩           | 平田智浩           | ムラオミノル            |
| 19 | 2月12日        | アイ -クリアとのであい-         | 冨岡淳広 | 紅優               | 紅優               | 吉田隆彦 沈賢玉 李鐘萬  |
| 20 | 2月19日        | ユウ -ガウディウムのひみつ-     | 冨岡淳広 | 吉田徹             | 吉田徹             | 中本尚子 佐々木かずひろ |
| 21 | 2月26日        | サボテン -さまよえるうみ-       | 吉村清子 | 鹿島典夫           | 木村真             | 相坂直紀                |
| 22 | 3月5日         | モーグリ -なつかしいおもいで-   | 神山修一 | 笹木信作           | わたなべぢゅんいち | しんごーやすし          |
| 23 | 3月12日        | テロス -とびみずをめざして-     | 冨岡淳広 | 原口浩             | 原口浩             | 佐々木敦子              |
| 24 | 3月19日        | 混沌 -はくしゃくのしょうたい-   | 冨岡淳広 | 佐山聖子 日高政光  | 森邦宏             | しんごーやすし 江上夏樹 |
| 25 | 3月26日        | 風 -いのちかがやくとき-         | 冨岡淳広 | 追崎史敏           | 平池芳正           | ムラオミノル 追崎史敏   |

## ゲーム
FF：U～FINAL FANTASY：UNLIMITED～迷宮 くろきゆめのきおく
2003年5月16日に天田印刷加工から発売されたパソコンゲーム。ほぼアニメの絵を流用した静止画の絵と、選択肢で物語を進めていき、敵とはカードで戦うアドベンチャーゲーム/カードゲームである。フルボイスではあるが、一部のセリフや一部のキャラにボイスはない。アニメの第1話から第13話までの出来事を、キャラクター達は疑問に思いながらも何故か再び体感していく内容になっている。

## 続編
本作品は当初2001年10月から1年間のテレビ放送を予定し、関東地方での視聴率は6%超で推移するなど概ね好評だった。しかし原作者かつメインスポンサーであるスクウェア社が出資・制作し2001年7月11日にアメリカで劇場公開した映画『ファイナルファンタジー』が記録的な不入りで、興行面で大失敗となり約130億円もの特別損失を出した。これによりスクウェア社は財務面で窮地に陥る事態となり、当時手掛けていた映像事業からの撤退などを余儀なくされた。本作もスクウェア社が2002年3月放映分でスポンサーを降板したため打ち切りが決定、放送期間は半年（全25話）に短縮された。
このためアニメではストーリー上未解決の部分が多く残ったが、ムック「FF:U After〜外界の章：外界〜ゆめのおわりとはじまり」とWeb小説「FF:U After Spiral」とドラマCD「FF:U After 2：リサ〜たちきられたくさり」でその後のストーリーが語られ、一応のフォローがなされた。これらの中では、舞台を人間の住む現代世界に移し、異界と外界（現代世界）を巻き込んだ展開が描かれた。しかし、物語は依然として未完の状態であり、多くの謎も解決しきれていない。
ムックは既に絶版になっており、新品の入手は困難である。また、Web小説は公式サイトが2004年頃に閉鎖された。このWeb小説も未完で、掲載されなかった話のプロットがドラマCDのジャケットに記載されている。